# Arrondissement Saint-Flour
Arrondissement Saint-Flour (fr. Arrondissement de Saint-Flour) je správní územní jednotka ležící v departementu Cantal a regionu Auvergne ve Francii. Člení se dále na devět kantonů a 109 obcí.

## Kantony
- Allanche
- Chaudes-Aigues
- Condat
- Massiac
- Murat
- Pierrefort
- Ruynes-en-Margeride
- Saint-Flour-Nord
- Saint-Flour-Sud